# Thomas Francis Wade

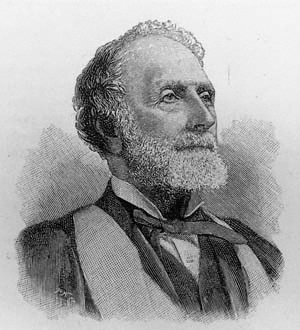
Thomas Wade (1895)

Thomas Francis Wade, GCMG, KCB (Londres, 25 de agosto de 1818-31 de julio de 1895), fue un diplomático y sinólogo británico. Fue uno de los creadores en 1859 del sistema de romanización del idioma chino Wade-Giles. Su nombre en chino era Wei Tuoma (威妥瑪). 